# Tschumerna-Gletscher
Der Tschumerna-Gletscher (bulgarisch ледник Чумерна lednik Tschumerna) ist ein 2,2 km langer und 1,9 km breiter Gletscher auf der Brabant-Insel im Palmer-Archipel westlich der Antarktischen Halbinsel. An der Nordküste der Albena-Halbinsel fließt er vom Stavertsi Ridge in nordwestlicher Richtung zur Meerenge zwischen Brabant-Insel und Liège Island, die er östlich des Mount Morgagni erreicht.
Die bulgarische Kommission für Antarktische Geographische Namen benannte ihn 2010 nach dem Tschumerna, mit 1536 m nach dem Botew der zweithöchste Berg des Balkangebirges in Bulgarien.